# Viacom (1952–2006)
Prima încarnare a Viacom Inc. (derivat din "Video & Audio Communications") a fost un conglomerat american de mass media și divertisment cu sediul în New York City. A început ca CBS Television Film Sales, divizia de sindicare de difuzare a postului de televiziune CBS în 1952; a fost redenumit CBS Films în 1958, redenumit CBS Enterprises în 1968, redenumit Viacom în 1970, și desprins într-o companie proprie în 1971. Viacom a fost un distribuitor de seriale de televiziune CBS prin anii 1970 și 1980, și de asemenea a distribuit programe de televiziune sindicate. Compania a ajuns sub controlul lui Sumner Redstone în 1987 prin compania sa de lanț cinematografic National Amusements.
La timpul divizării sale, activele lui Viacom au inclus canalele de televiziune CBS și UPN, studioul de film Paramount Pictures și studioul său original de televiziune, operatoriul local de stații radio CBS Radio, canale prin cablu ca MTV, Nickelodeon, Comedy Central, BET și Showtime, operatorul media în aer liber Viacom Outdoor, firma de producție și distribuție de televiziune King World Productions și editura de cărți Simon & Schuster. A mai deținut de asemenea și subsidiara sa de holding PI Viacom International și licențiatorul de marcă Westinghouse Licensing Corporation.
În 2000, Viacom a cumpărat compania părinte a CBS, fostul Westinghouse Electric Corporation, care a devenit originalul CBS Corporation în 1997. Viacom a fost divizat în a doua încarnări ale CBS Corporation și Viacom — ambele rămânând sub deținerea lui National Amusements — în 2005; divizarea fu structurată astfel încât CBS Corporation a devenit succesorul legal al originalului Viacom, cu al doilea Viacom fiind o companie nouă.

## Istorie
Pe lângă drepturile serialelor TV CBS, Viacom deținea și canale de cablu cu 90.000 de abonați la cablu, la acea vreme cele mai mari din SUA. 
În 1976, Viacom a lansat Showtime, un canal de filme cu plată, Warner-Amex deținând jumătate din acțiuni. Compania a intrat în producția de programe originale începând cu sfârștiul anilor 70, până la începutul anilor 80, rezultatele fiind medii. 

### Achiziții importante (1984–2005)
În 1983, Viacom a recâștigat control major al canalului Showtime, iar mai târziu l-a fuzionat cu The Movie Channel, deținut de Warner-Amex, formând Showtime/The Movie Channel, Inc.
În 1985, Viacom a achiziționat în întregime canalul Showtime/The Movie Channel, Inc. de la Warner-Amex, punând capăt coaliției. În același timp, Viacom a cumpărat MTV Networks, care deținea și VH-1, și Nickelodeon .  Acest lucru a făcut Viacom o companie mass-media.
În 1987, Viacom a căutat să-și extindă diviziile prin lansarea Viacom Network Enterprises.
Sumner Redstone, prin intermediul operatorului său de teatre , National Amusements, a dobândit o participație de control în Viacom în iunie 1987.  Redstone a făcut o serie de achiziții la începutul anilor 1990, cumpărând lanțul de magazine Blockbuster Video în 1994. Achiziția Paramount Pictures din 7 iulie 1994 a făcut din Viacom una dintre cele mai mari companii de divertisment din lume.  
Achizițiile Paramount și Blockbuster au oferit Viacom acces la oportunități mari: Viacom a folosit acestea dintre pentru a lansa rețeaua UPN. La scurt timp după aceea, Viacom/Paramount și-a petrecut următorii doi ani vânzând posturile sale non-afiliate UPN către diverși proprietari. În 1997, Viacom a renunțat la posturile sale de radio.
În 1999, Viacom a făcut cea mai mare achiziție a companiei de până acum, anunțând planurile de fuziune cu fosta sa companie mamă CBS prin intermediul companiei originale CBS Corporation.  Fuziunea a fost finalizată în mai 2000, aducând canalele de cablu ale CBS, TNN sub MTV Networks. 
În 2001, Viacom a achiziționat canalul BET.
Deși compania Viacom era deținută de acționari independenți, familia Redstone a reușit să-și mențină controlul cu 71% asupra companiei prin deținerea National Amusements de acțiuni Viacom.
În aprilie 2003, Viacom a achiziționat în întregime Comedy Central de la AOL Time Warner, integrând Comedy Central în MTV Networks.

### Despărțirea companiei (2005)

Logo al Viacom după despărțirea de CBS

În martie 2005, Viacom a anunțat că se va împărți în două companii – una va conține activele Viacom și cealaltă ar consta în diviziile mai mari ale companiei – sub controlul National Amusements din cauza stagnării prețului acțiunilor. În 2004, Redstone, care a ocupat funcția de președinte și CEO, a decis să împartă birourile de președinte și de director de operațiuni între Moonves și Freston. Redstone trebuia să se retragă în viitorul apropiat, iar o divizare ar fi o soluție la problema înlocuirii lui. 
Compania Viacom existentă avea să devină a doua corporație CBS, deoarece era condusă de Moonves și păstra CBS, Simon & Schuster  și Paramount Network Television (acum cunoscut sub numele de CBS Studios ), printre alte active; în timp ce MTV Networks, BET Networks și Paramount Pictures vor fi derivate într-o companie soră condusă de Freston sub numele de Viacom.  Cele două companii CBS Corporation și Viacom au început tranzacționarea pe bursă la data de 3 ianuarie 2006. 